# IOP Publishing

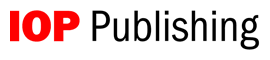
Logo

IOP Publishing is een Britse uitgeverij van wetenschappelijke literatuur die onderdeel is van het Institute of Physics (IOP). Het bedrijf is opgericht in 1986. In opdracht van het IOP en andere instituten publiceert het ruim 60 wetenschappelijke tijdschriften op het gebied van de natuurkunde en gerelateerde vakgebieden. Het hoofdkantoor van het bedrijf is gevestigd in Bristol. Het heeft zo'n 300 medewerkers verspreid over kantoren in verschillende landen.
Enkele notabele tijdschriften die door IOP Publishing worden uitgegeven zijn:
- Astronomical Journal
- Astrophysical Journal: Letters
- Chaos
- Journal of Mathematical Physics
- Physics Today
- Acoustical Physics